# 国道373号

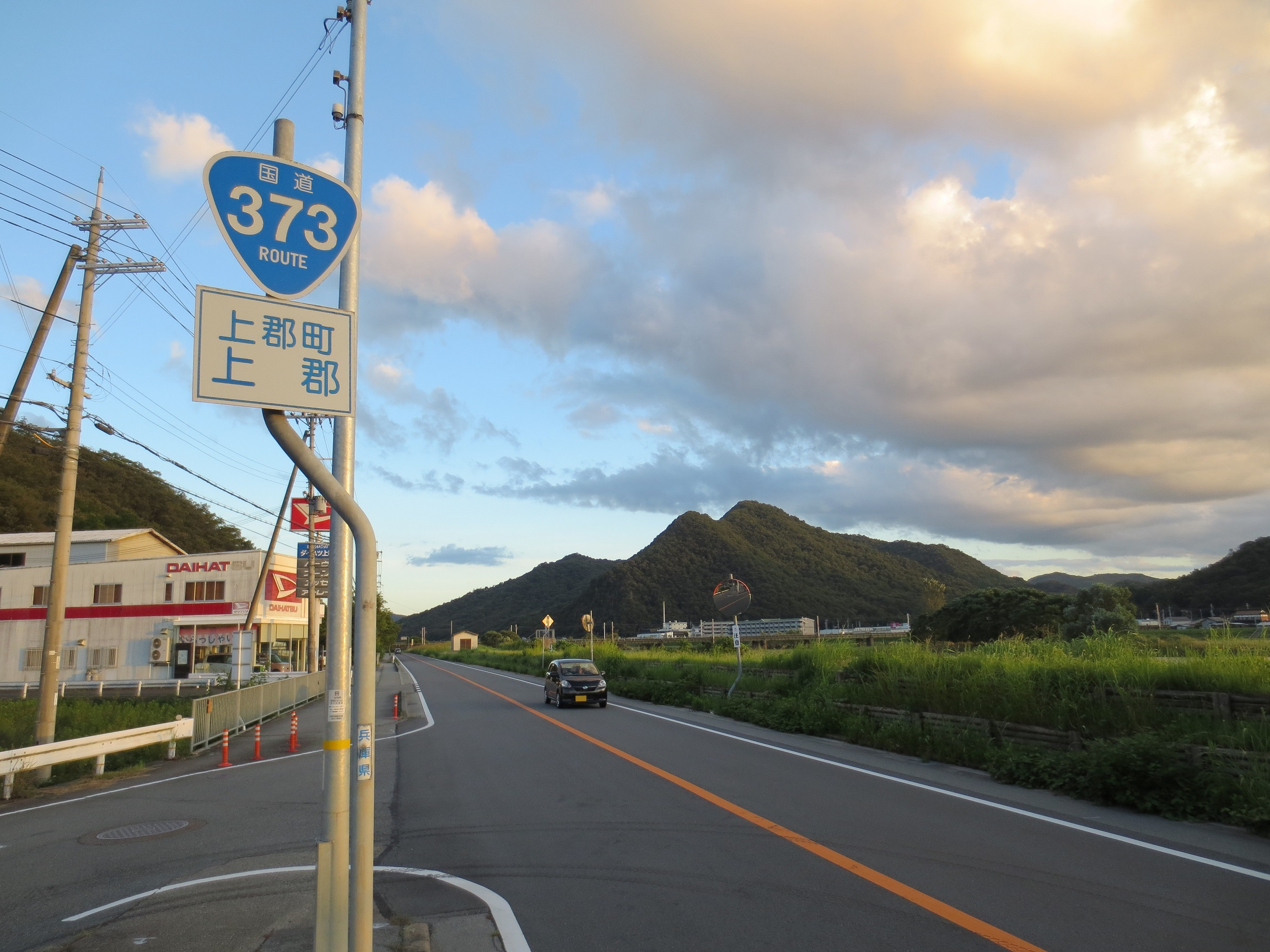
赤穂郡上郡町上郡付近（2013年9月）。

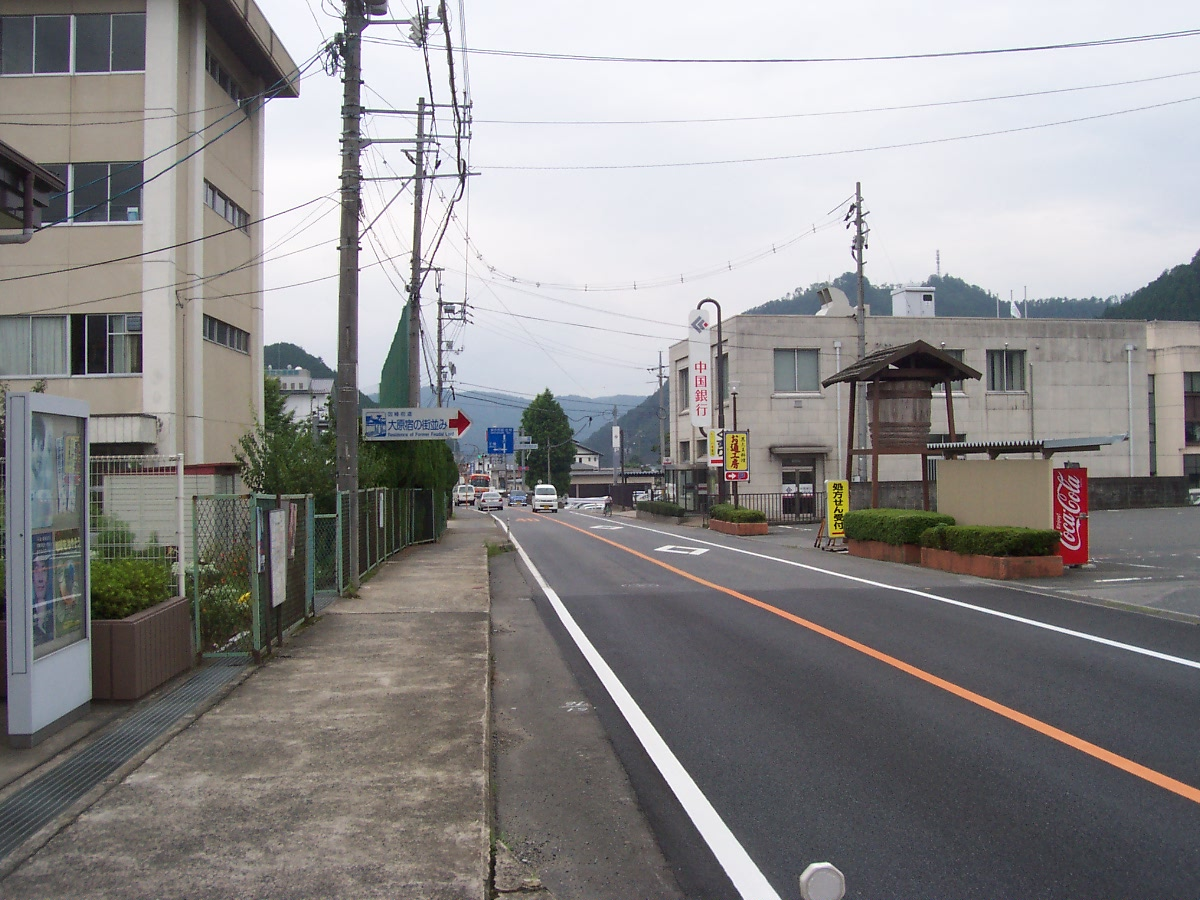
中国銀行大原支店付近。
美作市古町

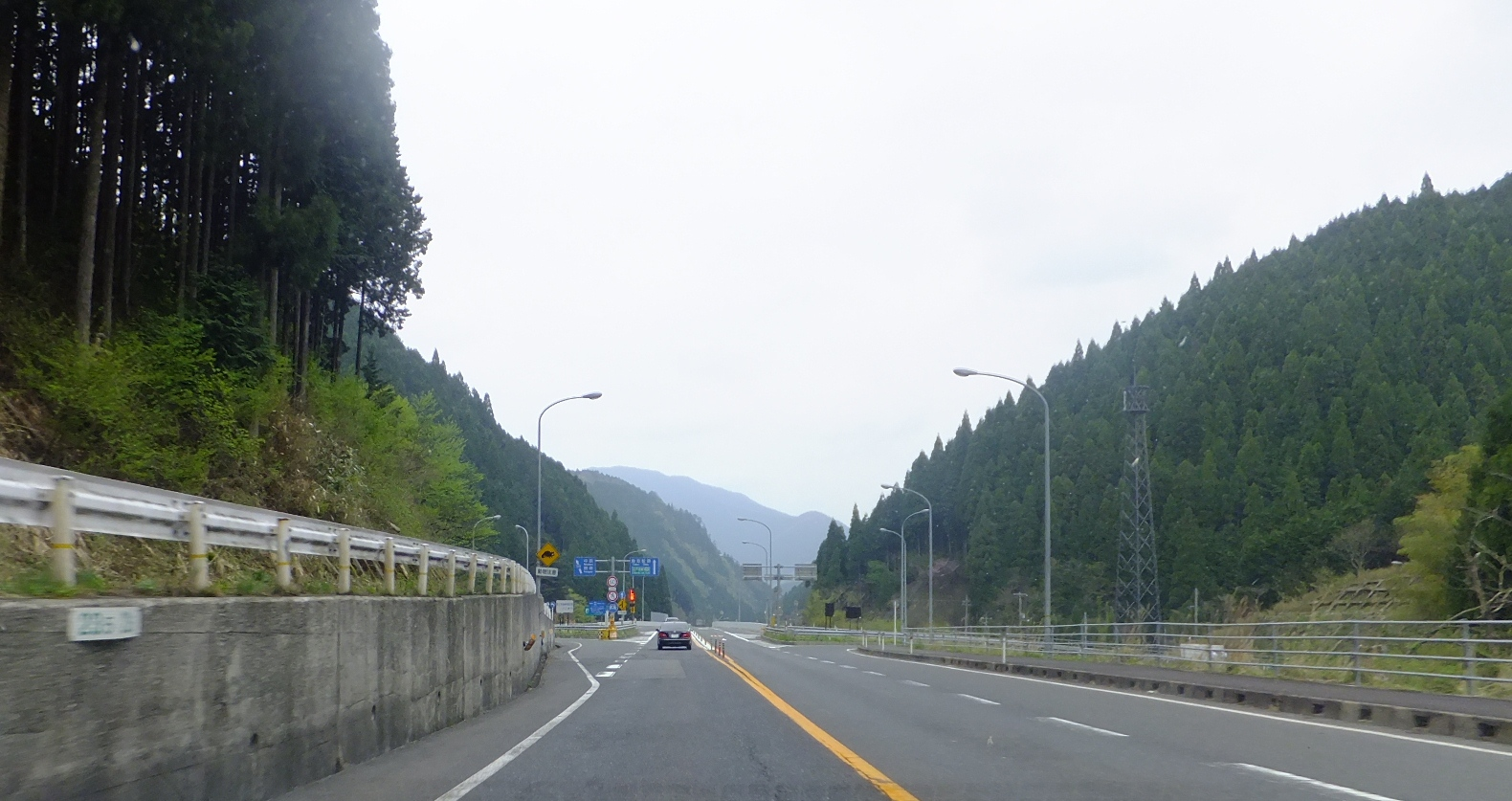
志戸坂峠道路と一般道路の境界付近。
八頭郡智頭町駒帰

国道373号（こくどう373ごう）は、兵庫県赤穂市から、岡山県を経由して鳥取県鳥取市に至る一般国道である。

## 概要
山陽地方と山陰地方を結ぶ路線の1つである。旧一級国道である国道29号と国道53号の間に位置しており、両路線を補完している。智頭急行線と鳥取自動車道が当路線に並行しており、鳥取自動車道に並行する自動車専用道路である志戸坂峠道路は当路線の一部を構成している。

### 路線データ
一般国道の路線を指定する政令に基づく起終点および重要な経過地は次のとおり。
- 起点：赤穂市（有年原交差点 = 国道2号交点、兵庫県道450号野桑有年停車場線上）
- 終点：鳥取市（鳥取県庁・鳥取県警察本部交差点 = 国道53号終点）[注釈 2][2]
- 重要な経過地：兵庫県佐用郡上月町[注釈 3]、同郡佐用町、岡山県英田郡大原町[注釈 4]、鳥取県八頭郡智頭町、同郡用瀬町[注釈 5]
- 総延長 : 110.7 km（兵庫県 35.2 km、鳥取県 57.3 km、岡山県 18.2 km）重用延長を含む。[3][注釈 6]
- 重用延長 : 30.9 km（兵庫県 - km、鳥取県 30.9 km、岡山県 - km）[3][注釈 6]
- 未供用延長 : なし[3][注釈 6]
- 実延長 : 79.8 km（兵庫県 35.2 km、鳥取県 26.4 km、岡山県 18.2 km）[3][注釈 6]
  - 現道 : 79.8 km（兵庫県 35.2 km、鳥取県 26.4 km、岡山県 18.2 km）[3][注釈 6]
  - 旧道 : なし[3][注釈 6]
  - 新道 : なし[3][注釈 6]
- 指定区間：岡山県英田郡西粟倉村大字影石字安村177番3 - 鳥取市西町1丁目101番（中国横断自動車道姫路鳥取線と並行する区間・国道53号と重複する区間）[4]、ただし、以下の区間を除く。
  - 岡山県英田郡西粟倉村大字影石字本田337番1（西粟倉IC） - 同村大字影石字大岩ノ本516番1 - 同村大字坂根字下モ田75番 - 同村大字坂根字大日ノ下タ488番1（坂根交差点）
  - 鳥取県八頭郡智頭町大字駒帰字ウス谷583番1（駒帰交差点） - 同町大字福原字家ノ廻リ72番5 - 同町大字中原字上皆地310番1 - 同町大字郷原字中土居151番1（郷原交差点） - 同町大字智頭字瀧谷口1215番1 - 同町大字智頭字中三昧640番1（智頭宿交差点[5]）

## 歴史
姫路城下から鳥取城下へと至る智頭往来の一部であり、鳥取藩が参勤交代の際に利用し沿線には宿場町が整備されるなど、主要街道の1つであった。

### 年表
- 1885年（明治18年）内務省告示第6号「國道表」の国道22号「東京より鳥取県に達する路線」に佐用町以北が指定される。
- 1975年（昭和50年）4月1日 - 一般国道373号指定。

## 路線状況
鳥取県八頭郡智頭町の智頭宿交差点から終点までは国道53号との重複区間である。一部区間は中国横断自動車道姫路鳥取線に並行する一般国道自動車専用道路とされ、中国横断自動車道姫路鳥取線の整備と並行した整備も現在行われている。

### バイパス
- E29 志戸坂峠道路（中国横断自動車道姫路鳥取線に並行する一般国道自動車専用道路）（岡山県 - 鳥取県）
  - 志戸坂トンネル（このトンネルを挟む区間〈2.0 km〉のみ自動車専用道路ではなく一般道路となっている。）
- 河原バイパス（鳥取県）

### 重複区間
- 国道179号（兵庫県佐用郡佐用町・上月三差路交差点 - 佐用郡佐用町・上町交差点）
- 国道429号（岡山県美作市中町・中町交差点 - 美作市古町・古町交差点）
- 国道53号（鳥取県八頭郡智頭町・智頭宿交差点[5] - 鳥取市西町・鳥取県庁・鳥取県警察本部交差点、鳥取市秋里・秋里交差点 - 鳥取市西町・鳥取県庁・鳥取県警察本部交差点）
- 国道482号（鳥取県鳥取市用瀬町用瀬・用瀬橋交差点 - 鳥取市用瀬町鷹狩・鷹狩駅交差点）
- 国道29号・国道53号（鳥取南バイパス：鳥取県鳥取市叶1丁目・吉成交差点 - 鳥取市南隈・南隈交差点）
- 国道9号・国道53号（鳥取バイパス：鳥取県鳥取市南隈・南隈交差点 - 鳥取市秋里・秋里交差点）

### 道路施設

#### 道の駅
- 兵庫県
  - 宿場町ひらふく（佐用郡佐用町）
- 岡山県
  - あわくらんど（英田郡西粟倉村）
- 鳥取県
  - 清流茶屋 かわはら（鳥取市）

## 地理

### 通過する自治体
- 兵庫県
  - 赤穂市 - 赤穂郡上郡町 - 佐用郡佐用町
- 岡山県
  - 美作市 - 英田郡西粟倉村
- 鳥取県
  - 八頭郡智頭町 - 鳥取市

### 交差する道路
| 交差する道路                                                                                 | 都道府県名 | 市町村名 | 市町村名 | 交差する場所    | 交差する場所                 |
| -------------------------------------------------------------------------------------------- | ---------- | -------- | -------- | --------------- | ---------------------------- |
| 国道2号 兵庫県道450号野桑有年停車場線 重複区間起点                                           | 兵庫県     | 赤穂市   | 赤穂市   | 有年原          | 有年原交差点 / 起点          |
| 兵庫県道450号野桑有年停車場線 重複区間終点                                                   | 兵庫県     | 赤穂郡   | 上郡町   | 釜島            |                              |
| 兵庫県道5号姫路上郡線                                                                        | 兵庫県     | 赤穂郡   | 上郡町   | 與井（）        | あゆみ橋東詰交差点           |
| 兵庫県道28号上郡末広線 兵庫県道236号上郡停車場線                                             | 兵庫県     | 赤穂郡   | 上郡町   | 上郡            | 上郡橋東交差点               |
| 岡山県道・兵庫県道368号吉永下徳久線 重複区間起点                                             | 兵庫県     | 佐用郡   | 佐用町   | 久崎            | 久崎交差点                   |
| 岡山県道・兵庫県道368号吉永下徳久線 重複区間終点                                             | 兵庫県     | 佐用郡   | 佐用町   | 円光寺          |                              |
| 国道179号 重複区間起点                                                                       | 兵庫県     | 佐用郡   | 佐用町   | 上月（）        | 上月三差路交差点             |
| 岡山県道・兵庫県道365号上福原佐用線                                                          | 兵庫県     | 佐用郡   | 佐用町   | 佐用            | 西山交差点                   |
| 兵庫県道562号佐用停車場線                                                                    | 兵庫県     | 佐用郡   | 佐用町   | 佐用            | 佐用小学校南交差点           |
| 岡山県道・兵庫県道240号下庄佐用線                                                            | 兵庫県     | 佐用郡   | 佐用町   | 佐用            | 実栗交差点                   |
| 国道179号 重複区間終点                                                                       | 兵庫県     | 佐用郡   | 佐用町   | 佐用            | 上町（）交差点               |
| 兵庫県道547号横坂下徳久線                                                                    | 兵庫県     | 佐用郡   | 佐用町   | 横坂（）        |                              |
| E2A 中国自動車道                                                                             | 兵庫県     | 佐用郡   | 佐用町   | 横坂            | 佐用インター交差点 11 佐用IC |
| 兵庫県道444号中三河佐用線                                                                    | 兵庫県     | 佐用郡   | 佐用町   | 宗行（）        |                              |
| 兵庫県道524号才金宗行線                                                                      | 兵庫県     | 佐用郡   | 佐用町   | 宗行            |                              |
| 兵庫県道443号上三河平福線                                                                    | 兵庫県     | 佐用郡   | 佐用町   | 平福            |                              |
| 岡山県道・兵庫県道161号市場佐用線                                                            | 兵庫県     | 佐用郡   | 佐用町   | 延吉（）        |                              |
| E29 鳥取自動車道                                                                             | 兵庫県     | 佐用郡   | 佐用町   | 延吉            | 1 佐用平福IC                 |
| 岡山県道・兵庫県道556号後山上石井線                                                          | 兵庫県     | 佐用郡   | 佐用町   | 上石井          |                              |
| 国道429号 重複区間起点                                                                       | 岡山県     | 美作市   | 美作市   | 中町            | 中町交差点                   |
| 国道429号 重複区間終点                                                                       | 岡山県     | 美作市   | 美作市   | 古町            | 古町交差点                   |
| 緑資源幹線林道粟倉木屋原線 重複区間起点                                                      | 岡山県     | 英田郡   | 西粟倉村 | 筏津            |                              |
| E29 鳥取自動車道                                                                             | 岡山県     | 英田郡   | 西粟倉村 | 影石            | 3 西粟倉IC                   |
| 緑資源幹線林道粟倉木屋原線 重複区間終点                                                      | 岡山県     | 英田郡   | 西粟倉村 | 影石            |                              |
| E29 鳥取自動車道                                                                             | 岡山県     | 英田郡   | 西粟倉村 | 坂根            | 坂根交差点                   |
| E29 鳥取自動車道                                                                             | 鳥取県     | 八頭郡   | 智頭町   | 駒帰（）        | 駒帰交差点                   |
| 鳥取県道・岡山県道7号智頭勝田線                                                              | 鳥取県     | 八頭郡   | 智頭町   | 中原（）        |                              |
| E29 鳥取自動車道                                                                             | 鳥取県     | 八頭郡   | 智頭町   | 尾見            | 4 智頭南IC                   |
| 岡山県道・鳥取県道6号津山智頭八東線 重複区間起点                                             | 鳥取県     | 八頭郡   | 智頭町   | 郷原（）        | 郷原交差点                   |
| 国道53号 重複区間起点 岡山県道・鳥取県道6号津山智頭八東線 重複区間終点                       | 鳥取県     | 八頭郡   | 智頭町   | 智頭            | 智頭宿交差点                 |
| 鳥取県道40号智頭用瀬線                                                                       | 鳥取県     | 八頭郡   | 智頭町   | 智頭            |                              |
| E29 鳥取自動車道                                                                             | 鳥取県     | 八頭郡   | 智頭町   | 市瀬（）        | 5 智頭IC                     |
| 岡山県道・鳥取県道118号加茂用瀬線                                                            | 鳥取県     | 鳥取市   | 鳥取市   | 用瀬町安蔵（）  | 安蔵交差点                   |
| 鳥取県道174号用瀬停車場線                                                                    | 鳥取県     | 鳥取市   | 鳥取市   | 用瀬町古用瀬    |                              |
| 国道482号 重複区間起点                                                                       | 鳥取県     | 鳥取市   | 鳥取市   | 用瀬町用瀬      | 用瀬橋交差点                 |
| 国道482号 重複区間終点 鳥取県道49号鳥取河原用瀬線                                            | 鳥取県     | 鳥取市   | 鳥取市   | 用瀬町鷹狩      | 鷹狩駅交差点                 |
| 鳥取県道195号鷹狩渡一木線                                                                    | 鳥取県     | 鳥取市   | 鳥取市   | 河原町釜口（）  |                              |
| 鳥取県道214号国英停車場線                                                                    | 鳥取県     | 鳥取市   | 鳥取市   | 河原町釜口      |                              |
| 鳥取県道232号八日市釜口線                                                                    | 鳥取県     | 鳥取市   | 鳥取市   | 河原町釜口      |                              |
| 鳥取県道231号本鹿高福線                                                                      | 鳥取県     | 鳥取市   | 鳥取市   | 河原町高福      |                              |
| E29 鳥取自動車道 鳥取県道324号河原インター線                                                 | 鳥取県     | 鳥取市   | 鳥取市   | 河原町高福      | 7 河原IC                     |
| 鳥取県道32号郡家鹿野気高線                                                                   | 鳥取県     | 鳥取市   | 鳥取市   | 河原町今在家    | 河原橋東交差点               |
| 鳥取県道287号河原郡家線                                                                      | 鳥取県     | 鳥取市   | 鳥取市   | 河原町片山      | 片山交差点                   |
| 鳥取県道298号袋河原八坂線 鳥取県道500号鳥取河原自転車道線 重複                               | 鳥取県     | 鳥取市   | 鳥取市   | 河原町布袋（）  | 袋河原（）交差点             |
| E29 鳥取自動車道                                                                             | 鳥取県     | 鳥取市   | 鳥取市   | 河原町布袋      | 8 鳥取南IC                   |
| E29 鳥取自動車道                                                                             | 鳥取県     | 鳥取市   | 鳥取市   | 西円通寺        | 8 鳥取南IC                   |
| 鳥取県道298号袋河原八坂線                                                                    | 鳥取県     | 鳥取市   | 鳥取市   | 円通寺          | [ 注釈 9 ]                   |
| 鳥取県道298号袋河原八坂線                                                                    | 鳥取県     | 鳥取市   | 鳥取市   | 国安            |                              |
| 鳥取県道292号八坂鳥取停車場線                                                                | 鳥取県     | 鳥取市   | 鳥取市   | 国安            | 八坂（）北交差点             |
| 鳥取県道226号国安桂木線 鳥取県道227号猪子国安線 鳥取県道500号鳥取河原自転車道線 重複区間起点 | 鳥取県     | 鳥取市   | 鳥取市   | 国安            | 源太橋交差点                 |
| 鳥取県道500号鳥取河原自転車道線 重複区間終点                                                 | 鳥取県     | 鳥取市   | 鳥取市   | 国安            |                              |
| 国道29号 国道53号 / 別線 国道373号 / 別線                                                    | 鳥取県     | 鳥取市   | 鳥取市   | 叶（）          | 吉成交差点                   |
| 鳥取県道26号秋里吉方線                                                                       | 鳥取県     | 鳥取市   | 鳥取市   | 天神町          | 天神町交差点                 |
| 鳥取県道21号鳥取鹿野倉吉線 鳥取県道42号鳥取河原線 重複 鳥取県道43号鳥取福部線                | 鳥取県     | 鳥取市   | 鳥取市   | 今町2丁目       | 今町2丁目交差点              |
| 鳥取県道41号鳥取港線 鳥取市道2010109号智頭街道                                               | 鳥取県     | 鳥取市   | 鳥取市   | 今町1丁目       | 今町1丁目交差点              |
| 鳥取県道192号西町鳥取停車場線 重複区間起点 鳥取市道2011592号駅前太平線                       | 鳥取県     | 鳥取市   | 鳥取市   | 今町2丁目       | 太平線通り交差点             |
| 鳥取県道25号鳥取停車場線 鳥取県道192号西町鳥取停車場線 重複区間終点 鳥取県道291号鳥取国府線  | 鳥取県     | 鳥取市   | 鳥取市   | 末広温泉町      | 若桜街道交差点               |
| 鳥取県道184号樗谿公園線 鳥取県道193号田島片原線                                              | 鳥取県     | 鳥取市   | 鳥取市   | 片原1丁目       | 市民会館前交差点             |
| 国道53号 / 現道 重複区間終点 国道53号 / 別線 国道373号 / 別線 重複 鳥取県道323号若葉台東町線 | 鳥取県     | 鳥取市   | 鳥取市   | 西町1丁目       | 鳥取県庁交差点 / 終点        |
| 別線（鳥取南バイパス・鳥取バイパス・旧国道29号）                                             |            |          |          |                 |                              |
| 国道29号 重複区間起点 国道53号 / 現道 国道53号 / 別線 重複区間起点 国道373号 / 現道          | 鳥取県     | 鳥取市   | 鳥取市   | 叶              | 吉成交差点 / 別線起点        |
| 鳥取県道42号鳥取河原線                                                                       | 鳥取県     | 鳥取市   | 鳥取市   | 服部            | 服部交差点                   |
| E9 山陰自動車道 E29 鳥取自動車道                                                             | 鳥取県     | 鳥取市   | 鳥取市   | 菖蒲            | 鳥取IC入口交差点 9 鳥取IC    |
| 鳥取県道189号高路古海線                                                                      | 鳥取県     | 鳥取市   | 鳥取市   | 古海（）        | 古海交差点                   |
| 鳥取県道21号鳥取鹿野倉吉線                                                                   | 鳥取県     | 鳥取市   | 鳥取市   | 徳尾（）        | 国体道路交差点               |
| 鳥取県道318号伏野覚寺線                                                                      | 鳥取県     | 鳥取市   | 鳥取市   | 千代水（）1丁目 | 安長北交差点                 |
| 国道9号 重複区間起点 鳥取県道41号鳥取港線 重複区間起点                                       | 鳥取県     | 鳥取市   | 鳥取市   | 南隈（）        | 南隈交差点                   |
| 鳥取県道41号鳥取港線 重複区間終点                                                            | 鳥取県     | 鳥取市   | 鳥取市   | 南隈            |                              |
| 鳥取県道26号秋里吉方線 鳥取市道2010142号江津浜坂線                                           | 鳥取県     | 鳥取市   | 鳥取市   | 秋里            |                              |
| 国道9号 重複区間終点 国道29号 重複区間終点 鳥取県道183号鳥取砂丘線                           | 鳥取県     | 鳥取市   | 鳥取市   | 秋里            | 秋里交差点                   |
| 鳥取県道318号伏野覚寺線                                                                      | 鳥取県     | 鳥取市   | 鳥取市   | 田園町4丁目     | 丸山交差点                   |
| 鳥取県道192号西町鳥取停車場線                                                                | 鳥取県     | 鳥取市   | 鳥取市   | 西町5丁目       | 鳥取城跡交差点               |
| 鳥取市道2010109号智頭街道                                                                    | 鳥取県     | 鳥取市   | 鳥取市   | 西町1丁目       | 裁判所交差点                 |
| 国道53号 / 現道 国道53号 / 別線 重複区間終点 国道373号 / 現道 重複 鳥取県道323号若葉台東町線 | 鳥取県     | 鳥取市   | 鳥取市   | 西町1丁目       | 鳥取県庁交差点 / 別線終点    |